# Oudwouderzijlen
Oudwouderzijlen (Fries: Alwâldmersyl of Alwâldmer Syl) is een buurtschap in de gemeente Noardeast-Fryslân, in de Nederlandse provincie Friesland. Oudwouderzijlen ligt tussen Engwierum en Oudwoude, vlak ten zuiden van een oorspronkelijke meander van het Dokkumergrootdiep, de Alde Lunen. De bebouwing van de buurtschap bestaat uit een viertal huizen en ligt aan de Wâlddyk. De buurtschap heeft eigen plaatsnaambord en.

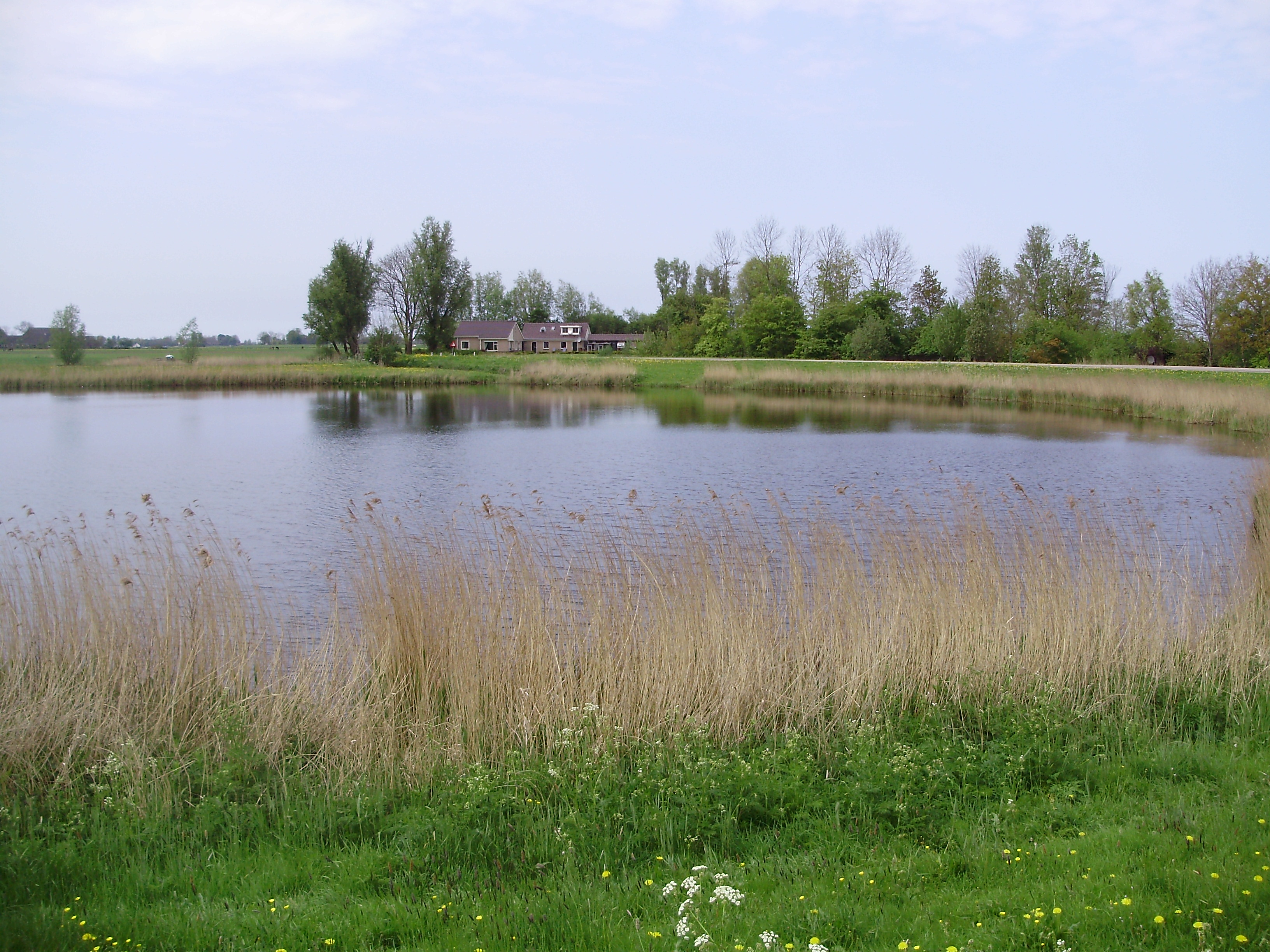
De kolk Mallegraafsgat in Oudwouderzijlen in 2009 met daaromheen de Wâlddyk.

## Geschiedenis
De moderne buurtschap is op zijn vroegst ontstaan in de 18e eeuw bij de nieuwe sluis, die eerder ten zuiden van een oudere sluis werd aangelegd. Bij de plek van de oude sluis waar de Zwemmer aansloot op het Oud Dokkumerdiep is later een dam gekomen. In het begin van de twintigste eeuw ontstond bij de sluis enige bebouwing.
Het Dokkumerdiep was in vroeger tijden een zeearm die omgeven werd door dijk. De weg op de zuidelijke dijk heeft sinds het begin van de 20e eeuw de naam Wouddijk, of Wâlddyk. Op de plek waar de Zwemmer uitmondde in het Dokkumer Diep werd een spuisluis voor de Zwemmer in de dijk aangebracht. Oudwouderzijlen vormde hiermee een belangrijk punt en werd ten tijde van de Tachtigjarige Oorlog dan ook extra bewaakt. Bij de Sint-Pietersvloed in 1651 brak de Wâlddyk even ten noorden van de sluis door en spoelde de dijk geheel weg. Er ontstond vervolgens een kolk die de naam Mallegraafsgat kreeg. Deze naam dankt het aan de Ierse graaf Donough MacCarthy die verbannen werd naar het Europese vaste land en een huis bewoonde aan de oever van de kolk, de Mallegraafsburg. Dit huis had hij in 1722 nog in zijn bezit en het brandde af in 2012
Aangezien de oorspronkelijke sluis tijdens de vloed verwoest werd, werd besloten de dijk om de kolk heen te leggen en deze geheel door te trekken zonder aanleg van een nieuwe sluis. Dit bleek al snel een onhoudbare situatie, want in 1662 werd een paar honderd meter zuidelijker opnieuw een sluis aangelegd, aan het water dat later plaatselijk (en officieel) Alde Lunen is gaan heten.
De oudste vermelding van de sluis was in 1622, toen het vermeld werd als Oldwolder Sijl en in 1664 spreekt men van de Oldwoldumer Zyl, wijzend naar de nieuwe sluis. In 1718 spreekt men van Oud Woldumer Zyl, in 1739 werd hij vermeld als Oudwoudumer Zyl, in 1831 als Oudwoudumerzijl en in 1847 als Oudwouder Zijl. In 1853 spreekt men van Oudwouder Zijlen, de eerste meervoudsvorm en waarschijnlijk wijzend op de plaats, al is dat niet helemaal duidelijk. De buurtschap werd in de 20ste eeuw ook aangeduid als Oudwouder Sijl of Oudwouder Zijl. De meervoudsvorm duidt op beide sluizen.
Met de afsluiting van het Dokkumergrootdiep in 1729 verloor de nieuwe Oudwouderzijl zijn functie als zeesluis en het gevolg was dat de sluis "sonder deuren openstond". Rond 1831 werd de afwatering van de Zwemmer verbeterd en werd de loop ten noorden van het Mallegraafsgat doorgetrokken naar het Dokkumergrootdiep. Anno 2019 ligt bij Oudwouderzijlen een brug in de Wâlddyk met een stuw. Bij het vervangen van deze brug is een deel van de brug over het Van Harinxmakanaal bij Ritsumazijl hergebruikt.
In 2014 verkreeg de hoofdkern eigen plaatsnaamborden.

## Gauckema-stins
Bij Oudwouderzijlen lag eertijds de Gauckema-stins. Deze stins werd bewoond door de familie Gauckema die verwant was aan de families Remmersma uit Dokkum, Mellema uit Oostrum en Bootsma en Van Meckema uit Kollum. Later ging de zate over naar de familie Galama. In 1700 was er nog sprake van een "zate omtrent Oudwoudmerzyl", maar anno 2019 resteert niets meer van de stins.
Steden, dorpen en gehuchten: Aalsum · Anjum · Augsbuurt · Birdaard · Blija · Bornwird · Brantgum · Burum · Dokkum · Ee · Engwierum · Ferwerd · Foudgum · Genum · Hallum · Hantum · Hantumeruitburen · Hantumhuizen · Hiaure · Hogebeintum · Holwerd · Janum · Jislum · Jouswier · Kollum · Kollumerpomp · Kollumerzwaag · Lichtaard · Lioessens · Marrum · Metslawier · Munnekezijl · Moddergat · Morra · Nes · Niawier · Oosternijkerk · Oostmahorn · Oostrum · Oudwoude · Paesens · Raard · Reitsum · Ternaard · Triemen · Veenklooster · Waaxens · Wanswerd · Warfstermolen · Westergeest · Wetsens · Wierum · Zwagerbosch

Buurtschappen: Abbewier · Bartlehiem (deels) · Beintemahuis · Betterwird · Bollingawier · Bonte Hond · Bornwirdhuizen · Boteburen · Brandeburen · De Dellen · De Keegen · De Kolk · De Leegte · De Rijp · De Wirden · De Schans · Dijkshorne · Dokkumer Nieuwe Zijlen · Drieboerehuizen · Ezumazijl · Groot Medhuizen · Halfweg · Hallumerhoek · Hanenburg · Hantumerhoek · Huis ter Noord · Kettingwier · Klein Medhuizen · Kletterbuurt · Kollumeroudzijl · Krabburen · Laagland · Lutkewier · Molenbuurt · Nieuwland · Oudeterp · Oudwouderzijlen · Reidswal · Scharnehuizen · Stiem · Teerd · Teijeburen · Tergracht (deels) · Ter Lune · Tibma · Tilburen · Tiltjeburen · Vaardeburen · Veldburen · Vijfhuizen (Hallum) · Vijfhuizen (Ternaard) · Visbuurt · Weerdeburen · Westerburen · Westernijkerk · Wie · Wijgeest · Zevenhuizen

Streken: 't Schoor · Galilea · It Paradyske · Lutkelaard · Sibrandahuis · Steenharst · Steenvak · Wildpad (deels) · Zandbulten · Zwagerveen

Friesland: Steden en dorpen      Nederland: Provincies · Gemeenten